# Taifa de Santarém
La taifa de Santarém era un reino medieval de taifas de los moros en la región que hoy es Portugal.

## Historia
Existió desde solo 1144 hasta 1145 cuando fue conquistada por la Taifa de Badajoz. La ciudad de Santarém (árabe: Santarin) fue la capital de la taifa.

## Lista de emires

### Dinastía Labidid
- Labid ibn Abd Allah: 1144–1145
  - Parte de Badajoz: c. 1145–1147